# David Sancious
David Sancious (Asbury Park, Nueva Jersey, Estados Unidos, 30 de noviembre de 1953) es un músico estadounidense, célebre por su trabajo con la E Street Band, el grupo de respaldo de Bruce Springsteen, entre 1973 y 1975. Sancious es un multinstrumentista más conocido como teclista y guitarrista, y volvió a tocar con Springsteen en el álbum Human Touch. En 1974, abandonó la E Street Band para formar su propio grupo, Tone, con el cual publicó varios álbumes. Es también un músico de sesión que ha trabajado con artistas como Stanley Clarke, Narada Michael Walden, Zucchero Fornaciari, Peter Gabriel y Sting, entre otros.

## Discografía
| Con Bruce Springsteen - Greetings from Asbury Park, N.J. (1973) - The Wild, the Innocent & the E Street Shuffle (1973) - Born to Run (1975) - Human Touch (1992) - Greatest Hits (1995) - Tracks (1998) - 18 Tracks (1998) - The Essential Bruce Springsteen (2003) Con Tone - Forest of Feelings (1975) - Transformation (The Speed of Love) (1976) - Dance of the Age of Enlightenment (1977) - True Stories (1978) En solitario - David Sancious - The Chelsea Demos (1977) - Just As I Thought (1979) - The Bridge (1980) - Nine Piano Improvisations (2000) - Cinema (2005) - Live in the now (2007) Con Jack Bruce & Friends - I've always wanted to do this (1980) Con Zucchero - Snackbar Budapest (1988) Con Eric Clapton - One More Car, One More Rider (2002) Con Peter Gabriel - Passion (1989) - Us (1992) - Up (2002) - Long Walk Home (2002) - Hit (2003) | Con Stanley Clarke - Journey To Love (1975) - Schooldays (1976) - Live 1975-76 (1976) - Hideaway (1988) - The Bass-ic Collection (1997) - Guitar & Bass (2004) - Trios (2004) Con France Gall - Live At The Olympia In Paris (1996) - Concert Privé M6 (1997) Con Zucchero Fornaciari - Rispetto (1986) - Blue's (1987) - Oro Incenso & Birra (1989) - Zucchero (1990) - Live At The Kremlin (1991) - Miserere (1992) - Diamante (1994) - Spirto DiVino (1995) - The Best Of Zucchero (1996) - Shake (2001) - Zucchero & Co (2004) Con Sting - The Soul Cages (1991) - Ten Summoner's Tales (1993) - Demolition Man live EP (1993) Con Jon Anderson - Animation (1982) Con Francis Dunnery - The Gulley Flats Boys (2006) |